# Ramzes IV.
| Ime       | Prethodnik  | Nasljednik | Otac        | Majka | Djeca     | Peminuo      |
| --------- | ----------- | ---------- | ----------- | ----- | --------- | ------------ |
| Ramzes IV | Ramzes III. | Ramzes V.  | Ramzes III. | Tyti  | Ramzes V. | 1149 pr. Kr. |

Heqamaatre Ramesses IV (Ramses ili Rameses) bio je treći faraon Dvadesete dinastije Novog egipatskog kraljevstva. Njegovo ime prije nego što je preuzeo krunu bilo je Amonhirkhopshef. Bio je peti sin Ramzesa III., a na položaj prestolonasljednika imenovan je dvadeset i drugu godinu vladavine njegova oca, kada su ga sva četiri starija brata predskazala. Njegova promocija u prestolonasljednika:
"predlaže se njegovim pojavljivanjem (s odgovarajućim naslovom) u prizoru festivala Min u hramu Ramesses III u Karnaku, koji je možda bio završen do 22. godine [od vladavine njegovog oca]. (datum se spominje u tamo upisanoj pjesmi)"                                                                                                                                  

## Obitelj
Majka Ramzesa IV bila je najvjerojatnije kraljica Tyti iz nedavno otkrivenih bilješki objavljenih u broju za 2010., časopisu egipatske arheologije. Oni otkrivaju da je Tyti - koja je bila kraljeva kći, kraljeva žena i kraljeva majka - sama identificirana u papirusu BM EA 10052 (tj. Papirnatom papirnatom papirusu) da je kraljica Ramzes III., otac Ramzesa IV., Autori članka iz JEA iz 2010. godine, uključujući Aidana Dodsona, pišu da je majka Ramzesa VI. poznata kao jedna dama koja se zove Iset Ta-Hemdjert ili skraćeno Isis.

## Smrt
Unatoč mnogim nastojanjima Ramzesa IV za bogove i njegovoj molitvi Ozirisu - sačuvanoj na steli 4. godine kod Abida - da ćeš mi "dati dobru dob s dugim vladanjem [kao moj prethodnik]", kralj nije živio dovoljno dugo da ostvari svoje ambiciozne ciljeve. Nakon kratke vladavine od oko šest i pol godina, Ramzes IV. umro je i pokopan je u grobu KV2 u Dolini kraljeva. Njegova mumija pronađena je u kraljevskoj spremi grobnice Amenhotepa II. KV35 1898. godine. Njegova glavna supruga je kraljica Duatentopet ili Tentopet ili Muškarac koji je pokopan u QV74. Njegov sin Ramzes V. naslijedio bi ga na prijestolju. Ramzes IV. izvorno mu je sagradio grobnicu u Dolini kraljica (eng. Valley of the Queens).